# Santiago de Collana
Santiago de Collana ist eine Ortschaft im Departamento La Paz im südamerikanischen Andenstaat Bolivien.

## Lage im Nahraum
Santiago de Collana ist der zentrale Ort des Kanton Santiago de Collana im Municipio Mecapaca in der Provinz Murillo und liegt auf einer Höhe von 3787 m oberhalb des linken Ufers des Río Chakha Jahuira, der in südöstlicher Richtung flussabwärts in den Río de la Paz mündet.

## Geographie
Santiago de Collana liegt an den Ostabhängen der Anden-Gebirgskette der Cordillera Central am Übergang zum bolivianischen Tiefland. Das Klima der Region ist ein typisches Tageszeitenklima, bei dem die mittlere Schwankung der Temperaturen im Tagesverlauf deutlicher ausfällt als im Jahresverlauf.
Die Jahresdurchschnittstemperatur der Region liegt bei etwa 10 °C (siehe Klimadiagramm La Paz), die Monatswerte schwanken zwischen 8 °C im Juni/Juli und 12 °C im November. Der Jahresniederschlag beträgt etwa 550 mm, bei einer Trockenzeit von Mai bis August und einer Feuchtezeit von September bis April.

## Verkehrsnetz
Santiago de Collana liegt in einer Entfernung von 47 Straßenkilometern südlich von La Paz, der Hauptstadt des gleichnamigen Departamentos.
Ein Weg nach Santiago de Collana führt von La Paz aus über die Vororte Chasquipampa und Ovejuyo in südlicher Richtung auf einer Höhenstraße der Serranías Pijchu auf etwa 4000 m, auf der letzten Hälfte der Strecke oberhalb des Río Chakha Jahuira.
Ein zweiter Weg führt von La Paz aus vorbei am Valle de la Luna (Mondtal) und der Ortschaft Mallasa auf der linken Seite des Río de la Paz nach Mecapaca. Von dort aus zweigt eine Serpentinenstraße in östlicher Richtung nach Santiago der Collana ab und überwindet den Höhenunterschied von fast tausend Metern auf einer Strecke von zwölf Kilometern.

## Bevölkerung
Die Einwohnerzahl der Ortschaft ist im Jahrzehnt zwischen den beiden letzten Volkszählungen leicht angestiegen:
| Jahr | Einwohner         | Quelle       |
| ---- | ----------------- | ------------ |
| 1992 | keine Detaildaten | Volkszählung |
| 2001 | 868               | Volkszählung |
| 2012 | 931               | Volkszählung |
| 2024 |                   | Volkszählung |

Die Region weist einen hohen Anteil an Aymara-Bevölkerung auf, im Municipio Mecapaca sprechen 83,0 Prozent der Bevölkerung Aymara.